# Rifasamento

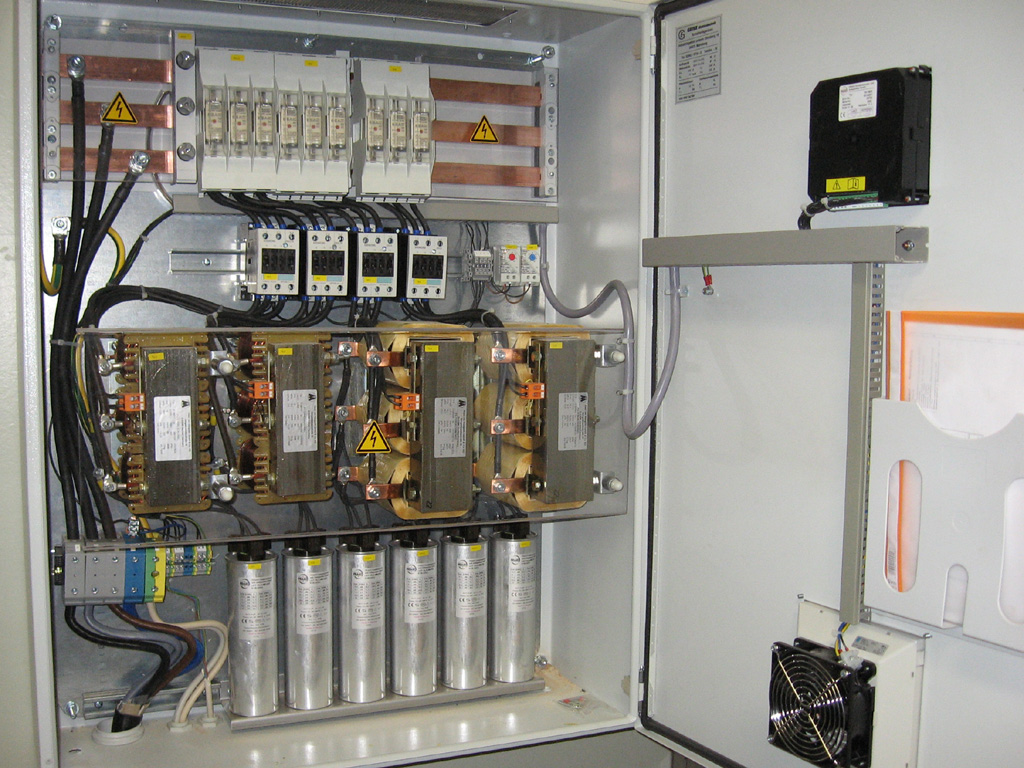
Rifasatore - Apparato per la correzione automatica dello sfasamento

Per rifasamento si intende quella pratica che permette di supplire allo sfasamento introdotto nella linea da un carico reattivo (solitamente di natura prettamente induttiva). Il parametro più significativo è lo sfasamento φ tra la corrente elettrica e la tensione di alimentazione.
Rifasare vuol dire fornire in loco, tutta (rifasamento totale) o parte (rifasamento parziale) della potenza reattiva elettrica necessaria al carico con lo scopo finale di ridurre la corrente assorbita dalla linea.

## Definizione
Si definisce rifasamento qualsiasi provvedimento adoperato per aumentare (o come si dice comunemente migliorare) il fattore di potenza (cosφ, ovvero il coseno dell'angolo compreso tra il fasore di tensione e quello di corrente) di un dato carico, allo scopo di ridurre, a pari potenza attiva assorbita, il valore della corrente che circola nell'impianto. Lo scopo del rifasamento è soprattutto quello di diminuire le perdite d'energia e di ridurre l'assorbimento di potenza reattiva proporzionalmente ai macchinari e alle linee esistenti in un sito industriale. Il rifasamento degli impianti ha acquistato importanza poiché l'ente distributore dell'energia elettrica ha imposto clausole contrattuali attraverso i provvedimenti tariffari del CIP (nº 12/1984 e nº 26/1989), e più recentemente attraverso quelli dell'AEEG (delibera n. 654/2015/R/eel del 23 dicembre 2015) che obbligano l'utente a rifasare il proprio impianto, pena il pagamento di una penale.
Il rifasamento dell'impianto elettrico industriale correttamente dimensionato rappresenta l'intervento tecnologico a più basso tempo di recupero d'investimento. Generalmente, il rifasamento di un impianto produttivo si ripaga in pochi mesi. Nei circuiti con particolari utilizzatori come le lampade a filamento, gli scaldacqua, certi tipi di forni, la potenza apparente assorbita è tutta potenza attiva. Nei circuiti con utilizzatori che hanno al loro interno avvolgimenti, come i motori, le saldatrici, gli alimentatori delle lampade fluorescenti, i trasformatori, una parte della potenza apparente assorbita viene impegnata per eccitare i circuiti magnetici e non è quindi impiegata come potenza attiva, ma come potenza generalmente chiamata potenza reattiva.

## Introduzione
La necessità del rifasamento nasce quando gli utilizzatori sono macchine elettriche come motori e trasformatori; al loro interno essi hanno degli avvolgimenti, ed una parte della potenza assorbita viene impegnata per eccitare i circuiti magnetici (potenza reattiva). Questa parte viene immagazzinata negli elementi induttivi o capacitivi dell'utilizzatore e non è più disponibile come potenza utile.
Il valore di corrente assorbita da un'utenza è espressa dal rapporto tra la somma in quadratura tra la potenza attiva e potenza reattiva (tale somma in quadratura è la potenza apparente) e la tensione concatenata.
Nei sistemi di distribuzione trifase di energia elettrica, è opportuno minimizzare tale corrente, dato che da essa dipendono la potenza attiva e reattiva in funzione dell'angolo φ (impedenze del carico).
Potenza attiva (per valori efficaci di V ed I):
{\displaystyle P={\sqrt {3}}VI\cos \varphi }
Potenza reattiva (per valori efficaci di V ed I):
{\displaystyle Q={\sqrt {3}}VI\,\mathrm {sen} \,\varphi }
con:
{\displaystyle P^{2}+Q^{2}=3V^{2}I^{2}}
{\displaystyle I={{\sqrt {P^{2}+Q^{2}}} \over {\sqrt {3}}V}}
A tale corrente, sono associati i fenomeni di dissipazione per effetto Joule, caduta di tensione nei vari componenti elettrici, e le potenze apparenti delle macchine elettriche impiegate. È facile osservare come un incremento dell'angolo φ comporti un aumento della potenza reattiva a scapito della potenza attiva con una conseguente perdita, prima di tutto, sul piano economico.
Questo perché un incremento dello sfasamento comporta un aggravio per il distributore di energia elettrica, che deve fornire più potenza e quindi è costretto a un sovradimensionamento degli impianti di generazione, trasporto e trasformazione.
Fornire energia elettrica con un angolo di sfasamento tra V ed I molto alto è un fattore penalizzante per l'ente produttore dell'energia, perché l'ente dovrà produrre una corrente maggiore per avere la stessa potenza attiva e quindi tutto ciò a scapito dell'economicità.

## Il rifasamento elettrico - presupposti teorici e aspetti tecnici
Nelle utenze industriali, la maggior parte dei carichi è costituita da motori e trasformatori che necessitano di energia reattiva per la generazione di  un campo magnetico. Questo fatto introduce uno sfasamento tra tensione e corrente, causando il consumo di potenza reattiva (espressa in kVAR). Questa potenza concorre al consumo di energia reattiva, misurata in kVARh dall'ente erogatore. La sola potenza "utile" (in grado, cioè, di trasformare l'energia elettrica in lavoro meccanico) è quella attiva. La potenza reattiva non solo non può essere trasformata in lavoro meccanico, ma causa anche il transito in rete di una maggiore corrente efficace rispetto a quella che si avrebbe consumando sola potenza attiva. Poiché le perdite per effetto Joule lungo i cavi elettrici sono proporzionali al quadrato della corrente circolante, un aumento di quest'ultima, dovuto all'assorbimento di potenza reattiva, introduce una maggiore perdita di energia, a parità di potenza attiva fornita. La potenza reattiva-induttiva, quindi, costituisce un carico supplementare per i generatori, i trasformatori e le linee di trasporto e distribuzione, impegnando il fornitore di energia a sovradimensionare i propri generatori a scapito del rendimento e provocando altresì una maggiore caduta di tensione in linea, che si traduce in ulteriori perdite di potenza attiva. Per ovviare a questo problema, si inseriscono in parallelo ai motori delle batterie di condensatori (carichi capacitivi) che contrastano l'effetto dei carichi induttivi, tendendo a riportare in "fase" tensione e corrente. Proprio per questo motivo tale operazione viene detta "rifasamento".
Notare che, viceversa, qualora la natura del carico fosse capacitiva, si possono introdurre dei componenti induttivi che contrastano l'effetto dei carichi capacitivi.

## Quando rifasare?
Per gli impianti in bassa tensione e con potenza impegnata maggiore di 16,5 kW:
- quando il fattore di potenza medio mensile è inferiore a 0,7 l'utente è obbligato a rifasare l'impianto
- quando il fattore di potenza medio mensile è compreso tra 0,7 e 0,95 non c'è l'obbligo di rifasare l'impianto ma l'utente paga una penale per l'energia reattiva
- quando il fattore di potenza medio mensile è superiore a 0,95 (e quindi, anche inferiore ad 1) non c'è l'obbligo di rifasare l'impianto e non si paga nessuna quota d'energia reattiva.

Se il rifasamento (carico capacitivo) rimane attivo sulla linea quando non ce n'è bisogno, assorbe energia reattiva capacitiva che si somma alla reattiva induttiva normalmente consumata dall'impianto.
La somma delle due energie può causare l'addebito di somme per eccessivo consumo reattivo, anche se in realtà l'utente sta rifasando gli impianti dell'ente fornitore.
L'ultima norma del 2016 impone agli impianti elettrici aziendali aventi potenza disponibile superiore a 16,5 kW, di avere un cosφ di 0,95, a differenza della norma precedente dove il suddetto valore poteva essere di circa 0,894.
Generalmente, la soglia di 0,9 è un buon valore del cosφ.
Metodo di rifasamento
È possibile minimizzare la corrente di linea, senza alterare l'assorbimento della potenza attiva, riducendo la potenza reattiva globale assorbita mediante un carico puramente capacitivo, connesso in parallelo in prossimità dell'utente, che assorbe una potenza reattiva.
La nuova corrente di linea {\displaystyle {\bar {I}}'={\bar {I}}+{\bar {I_{r}}}}, somma di quella dell'utenza{\displaystyle {\bar {I}}} e di quella del carico reattivo {\displaystyle {\bar {I_{r}}}}, risulta sfasata rispetto alla tensione di un angolo minore {\displaystyle \varphi '<\ \varphi }.

### Abitudini corrette
Per migliorare il {\displaystyle \cos \varphi }, si può agire con una serie di accorgimenti tecnici, quali:
1. usare motori e trasformatori correttamente dimensionati
2. non lasciare motori e trasformatori in funzione senza carico

### Rifasamento
Se le corrette abitudini nell'approccio agli impianti non fossero sufficienti, occorre rifasare:
1. inserimento in parallelo ai motori delle batterie di condensatori (carichi capacitivi) in configurazione di triangolo o stella, mentre per gli impianti monofase è possibile collegare il singolo condensatore necessario per il rifasamento, anche in serie al carico, almeno in linea teorica. Infatti, in pratica, se C fosse in serie al carico, una richiesta maggiore di corrente da parte dello stesso causerebbe una caduta di tensione maggiore ai capi del condensatore e quindi il motore/carico non sarebbe più alimentato da tensione costante, ma funzione della corrente assorbita. Con il condensatore in parallelo alla tensione di alimentazione, esso non ha alcuna influenza sulla stessa tensione, in quanto non è attraversato dalla corrente richiesta dal carico
2. utilizzo dei condensatori rotanti

Per conoscere la potenza reattiva da rifasare per raggiungere l'obbiettivo, e quindi della batteria di condensatori, è necessario ricavarne la potenza reattiva di rifasamento, che si ottiene con la seguente formula:
{\displaystyle Q_{c}=P(tg\varphi -tg\varphi ')}
dove {\displaystyle \varphi '} è il valore dell'angolo di sfasatura che si vuole raggiungere con il rifasamento.

Generalmente, non si riuscirà ad avere un valore da rifasare uguale a quello delle batterie di condensatori per rifasamento presenti sul mercato, e per questo il calcolo deve essere effettuato anche con un valore di rifasamento totale e bisogna cercare un prodotto che rientri in questo range.
Per conoscere il valore dei condensatori da utilizzare, è sufficiente eseguire un'altra formula:
{\displaystyle C={Q_{c} \over n_{c}\cdot 2\pi f\cdot V^{2}}}
dove:
{\displaystyle n_{c}} corrisponde al numero dei condensatori, nei sistemi trifase si utilizzano 3 condensatori (collegati a triangolo), nei sistemi monofase se ne usa 1 soltanto (in serie o in parallelo)
{\displaystyle f} frequenza della rete elettrica
{\displaystyle V^{2}} quadrato della tensione a cui sono soggetti i condensatori nel caso dei sistemi monofase, corrispondente alla tensione concatenata nel caso dei sistemi trifase con il collegamento a triangolo dei condensatori, mentre, nel caso di collegamento a stella, si deve dividere la tensione concatenata per {\displaystyle {\sqrt {3}}}
È quindi importante ricordare che il rifasamento è un valido mezzo per il risparmio energetico: per la sua importanza, deve sempre essere valutato negli energy audit.